# Franssou Prenant
Franssou Prenant, née le 8 novembre 1952 à Paris, est une monteuse, scénariste et réalisatrice française.

## Biographie
Fille de Marianne et André Prenant, célèbre géographe français, elle naît à Paris le 8 novembre 1952. Ancien résistant devenu géographe, André Prenant s’intéresse à la démographie algérienne et effectue de nombreux voyages entre Alger et Paris, fréquentant des intellectuels comme Kateb Yacine et Malek Haddad. Marianne Prenant écrit pour sa part des articles pour l’Alger Républicain. Le couple s’engage en faveur de l’indépendance de l’Algérie, puis s’y installe en 1963 avec leurs enfants, alors que Franssou y est agée de 11 ans et ce jusqu’en 1966. Elle décrit ces 3 années comme “la découverte de la liberté” et y vit “les moments les plus heureux de son existence”.
D’abord intéressée par l’archéologie, elle choisit d’étudier le cinéma après avoir été marquée par le visionnage de films soviétiques qu’elle découvre à Alger. Elle fait ses études au lycée Marie-Curie (Sceaux) puis intègre l’IDHEC en 1969. C’est en rencontrant Jacques Kebadian qu’elle se rapproche du monde du cinéma et devient assistante sur le tournage du film de Robert Bresson Le Diable Probablement.
A 19 ans, elle joue son premier role dans le film Albertine ou les souvenirs parfumés de Marie-Rose, un film militant anti-autoritaire et pro-avortement réalisé par le collectif Eugène Varlin. A travers cette première expérience et cette collaboration avec Jacques Kebadian, elle apprend le montage.
En 1975, elle réalise son premier court métrage comme travail de fin d’étude, Paradis Perdu, tourné avec des membres des Gazolines. En 1983, elle prolonge son travail avec des figures marginales issues des communautés gays en réalisant Habibi, cette fois ci en montrant une histoire d’amour entre un jeune homosexuel et un ouvrier algérien qui se rencontrent dans un bar de travesti.
En parallèle de sa carrière de cinéaste, elle effectue le montage d’un certain nombre de films, souvent documentaire, en collaborant à plusieurs reprises avec Jacques Kebadian, mais aussi Raymond Depardon (Faits Divers, Empty Quarter), Robert Cahen (Arrêt sur marche) et Romain Goupil (Mourir à trente ans). Avec Raymond Depardon, elle est l’actrice principale du film Empty Quarter.
En 1987, elle réalise L’Escale de Guinée, un film de voyage qui amorce une série de films documentaires tournés dans différents pays du continent africain. Tourné par Franssou Prenant seule avec une caméra 8mm entre février et juillet 1986, le film est plus un “journal de bord” qu’un documentaire où la cinéaste nous livre à travers un regard intime et sensible ses pensées sur son voyage et sur l’exil.
En 2000, elle réalise son premier long-métrage de fiction, Paris, mon petit corps est bien las de ce grand monde, une œuvre singulière entre journal filmé et romance, où la cinéaste continue d’explorer des thèmes comme la liberté, la solitude et l’amour dans un Paris estival. Le film est selectionné au festival du film de Loncarno en 1999 et au Festival International du film de Rotterdam (IFFR) en 2000,.
Par la suite, elle va continuer de réaliser un certain nombre de documentaires dans différents pays comme le Liban (Sous le ciel lumineux de son pays natal, 2001), la Syrie (Reviens et prends-moi, 2004), l’Algérie (I Am Too Sexy for my Body, for my Bo-ody, 2012 puis Bienvenue à Madagascar, 2015),.

## Oeuvre cinématographique
Franssou Prenant se distingue par une approche cinématographique unique : elle privilégie souvent une narration qui mélange le journal filmé et le documentaire, créant ainsi une atmosphère intime où le vécu se mêle à la réflexion sur des thématiques universelles telles que la solitude, l’amour, la liberté et l’exil. Toutefois, elle renie toute étiquette, que ça soit fiction, documentaire ou essai.
Dans ses films, Franssou Prenant explore régulièrement des territoires marginaux, que ce soit à travers des portraits de communautés homosexuelles ou des récits de vie en exil, témoignant de son intérêt pour les histoires et les voix peu entendues. Son travail documentaire, comme dans L’Escale de Guinée, se singularise par une approche presque autobiographique et un cadrage minimaliste, renforçant l’impression d’un récit de bord sincère et dépouillé,.

## Filmographie

### Actrice
- 1972 : Albertine ou Les souvenirs parfumés de Marie-Rose de Jacques Kébadian
- 1985 : Empty Quarter - Une femme en Afrique de Raymond Depardon

### Scénariste et réalisatrice
- 1975 : Paradis perdu (court métrage)
- 1983 : Habibi (court métrage)
- 1987 : L'Escale de Guinée (court métrage)
- 2000 : Paris, mon petit corps est bien las de ce grand monde
- 2001 : Sous le ciel lumineux de son pays natal (court métrage documentaire)
- 2005 : Reviens et prends-moi (court métrage)
- 2007 : Le Jeu de l'oie du professeur Poilibus (documentaire consacré à René Schérer)
- 2012 : I'm too sexy for my body, for my bo-o-ody (documentaire)
- 2015 : Bienvenue à Madagascar (documentaire)
- 2022 : De la conquête

### Montage
- 1982 : Mourir à trente ans de Romain Goupil (documentaire)
- 1983 : Faits divers de Raymond Depardon (documentaire)
- 1985 : Empty Quarter - Une femme en Afrique de Raymond Depardon (fiction)
- 1987 : Blanche et Claire (court-métrage)
- 1998 : D'une brousse à l'autre de Jacques Kébadian (documentaire)
- 2010 : Garagouz (court-métrage)
- 2015 : Bienvenue à Madagascar

## Distinctions

### Nomination
- 1984 : César dans la catégorie « meilleur montage » pour Faits divers